# Родею (Санта-Катарина)
Родею (порт. Rodeio) — муниципалитет в Бразилии, входит в штат Санта-Катарина. Составная часть мезорегиона Вали-ду-Итажаи. Входит в экономико-статистический микрорегион Блуменау. Население составляет 11 126 человек на 2006 год. Занимает площадь 130,942 км². Плотность населения — 85,0 чел./км².

## История
Город основан 14 марта 1937 года.

## Статистика
- Валовой внутренний продукт на 2003 составляет 67.577.213,00 реалов (данные: Бразильский институт географии и статистики).
- Валовой внутренний продукт на душу населения на 2003 составляет 6.266,43 реалов (данные: Бразильский институт географии и статистики).
- Индекс развития человеческого потенциала на 2000 составляет 0,810 (данные: Программа развития ООН).

## География
Климат местности: субтропический.